# Henodontidae
Henodontidae è una famiglia estinta di sauropterygi placodonti appartenenti alla superfamiglia Cyamodontoidea. Vissuti nel Triassico inferiore-superiore, i loro fossili sono stati ritrovati in Germania e in Spagna. Questa famiglia contiene solo due generi, ossia Henodus e Parahenodus.